# Les Andelys
 Les Andelys  és una població i comuna francesa, en la regió de Normandia, departament de l'Eure, al districte de Les Andelys i cantó de Les Andelys. És format per dos nuclis separats per uns aiguamolls, el Petit Andely i el Grand Andely.

## Personatges
- Louis-Urbain Aubert de Tourny (1695-1760), intendent de Guiena i conseller reial de Lluís XV de França
- Freddy Deschaux-Beaume, alcalde del 1989 al 1995, diputat pel departament de l'Eure (1981-1993)